# 黒岩英臣
黒岩 英臣（くろいわ ひでおみ、1942年 - ）は、日本の指揮者。東京都出身。

## 人物・来歴
1942年、東京に生まれる。1960年、桐朋学園大学指揮科入学。齋藤秀雄に師事した。在学中は、ステージ、ラジオ、テレビなどで同大学オーケストラを指揮するほか、ヴィオラ奏者としてNHK「朝のリサイタル」などに出演。ピアノ奏者としても活躍した。1964年、桐朋学園大学弦楽オーケストラのアメリカ公演に指揮者として同行、ニューヨーク、ロサンゼルス、サンフランシスコなどで指揮を担当した。
1965年、桐朋学園大学を卒業。NHKテレビ「今年のホープ」に出演。同年、修道士となり、1975年まで修道士の生活を送った。その間、神学、哲学、ラテン語、グレゴリオ聖歌、ポリフォニーを学び、典礼音楽の指揮･作曲を行う。自らが敬虔なキリスト教徒ということから、宗教音楽に造詣が深く、情熱的な音楽作りが評価されており、オラトリオ、レクイエム、ミサ曲などでの演奏を重ねている。
1976年、再び音楽に専念、1977年1月東京都交響楽団ファミリーコンサートの演奏で『久方ぶりに現れた資質をしっかりと感じさせる新人』と絶賛され、一躍脚光を浴びた。1978年夏には、バークシャー・ミュージック・センターにクーセヴィツキ記念フェローシップ・コンダクターとして参加、研鑽を積む。
1981年9月から88年まで九州交響楽団常任指揮者、1985年8月から89年まで神奈川フィルハーモニー管弦楽団常任指揮者、1988年4月から94年3月まで関西フィルハーモニー管弦楽団常任指揮者を務める。2000年4月より山形交響楽団首席客演指揮者、01年10月から常任指揮者を務めた後、04年4月より同楽団名誉指揮者に就任。桐朋学園大学准教授。
関西フィルハーモニー管弦楽団、札幌交響楽団、名古屋フィルハーモニー交響楽団、九州交響楽団の定期演奏会を始め、全国の主要オーケストラとの共演も数多く行っている。